# Kalniņš
Kalniņš ist ein lettischer Familienname in seiner männlichen Form. Außerhalb des lettischen Sprachraums kommt vereinzelt auch die Form Kalnins vor.

## Namensträger
- Aldonis Kalniņš (* 1928), lettischer Komponist
- Alfrēds Kalniņš (1879–1951), lettischer Komponist
- Arnis Kalniņš (1935–2023), lettischer Wirtschaftswissenschaftler und Politiker
- Brūno Kalniņš (1899–1990), lettischer Politiker (Sozialdemokraten) und Historiker
- Eduards Kalniņš, lettischer Militär
- Gatis Kalniņš (* 1981), lettischer Fußballspieler (Stürmer)
- Harald Kalnins (1911–1997), deutscher evangelischer Bischof
- Imants Kalniņš (* 1941), lettischer Komponist
- Ivars Kalniņš (* 1948), lettisch-russischer Schauspieler
- Jānis Kalniņš (1904–2000), lettisch-kanadischer Komponist
- Jānis Kalniņš (Eishockeyspieler) (* 1991), lettischer Eishockeytorwart
- Leonīds Kalniņš (* 1957), lettischer Militär
- Magnus Kalnins, schwedischer Musiker
- Pauls Kalniņš (1872–1945), lettischer Politiker
- Pēteris Kalniņš (* 1988), lettischer Rennrodler
- Rolands Kalniņš (1922–2022), lettischer Filmregisseur